# Panorama (Nederlands tijdschrift)
Panorama is een Nederlands tijdschrift. Het is sinds 2014 eigendom van het Groningse bedrijf Pijper Media. Het tijdschrift verscheen in 1913 voor het eerst. In de loop der jaren ontwikkelde Panorama zich van een (rooms-katholiek) familieweekblad tot een mannenblad, met veel aandacht voor misdaad, seks en sport. De oplage van Panorama staat sinds het midden van de jaren zeventig onder zware druk en kelderde van 403.950 (1974) naar 41.489 (2013). 

## Hoofdredacteuren
- 1949-1955: Wouter Stuifbergen
- 1955-1969: Valère Depauw
- 1960-1977: Gerard Vermeulen
- 1977-1981: Jan Heemskerk sr
- 1982-1986: John Drieskens
- 1986-1988: Ton in 't Veld
- 1988-1991: Ton van Dijk
- 1991     : Peter Middeldorp
- 1991-1994: Joke Wartenbergh
- 1994-1996: Rob van Vuure
- 1996-1998: Aryan Börger
- 1998-2004: Frank Hitzert
- 2004-2007: Mels Dees
- 2007-2017: Frans Lomans
- 2017-2021: Peter van de Kraats
- 2021-nu:     Danny Koks

## Oplagecijfers
Totaal betaalde gerichte oplage volgens HOI, Instituut voor Media Auditing.
- 1974: 403.950
- 1984: 285.452
- 1994: 193.356
- 2004: 113.341
- 2005: 102.490 (-9,6%)
- 2006: 93.225 (-9,0%)
- 2007: 90.561 (-2,9%)
- 2008: 85.494 (-5,6%)
- 2009: 75.794 (-11,3%)
- 2010: 66.583 (-12,2%)
- 2011: 57.961 (-12,9%)
- 2012: 53.272 (-8,1%)
- 2013: 41.489 (-22,1%)

## Bekende medewerkers
- Bobbi Eden
- Tatjana Šimić
- Henk Spaan

## Bekende voormalige medewerkers
- Hugo Borst
- Leo Derksen
- Renate Dorrestein
- Theo van Gogh
- Willem van den Hout
- Rienk H. Kamer
- Toon Kortooms
- Hans G. Kresse
- Georges Mazure
- Peter R. de Vries

Tussen 2001 en 2013 werd Panorama uitgegeven door het Finse Sanoma, dat het kocht van VNU. Sinds oktober 2013 werd gezocht naar een nieuwe eigenaar. Die werd in juli 2014 gevonden in Pijper Media, dat tegelijkertijd van Sanoma ook het maandblad Playboy en het weekblad Nieuwe Revu overnam.

## Trivia
- Panorama verscheen ten tijde van de Eerste Wereldoorlog tweemaal per week. Tijdens de Tweede Wereldoorlog werd de verschijningsfrequentie (in 1944) verlaagd tot om de veertien dagen.
- Voor 1954 had het meermaals het tijdschrift Rebellenclub (ook wel Sjors) als bijlage.

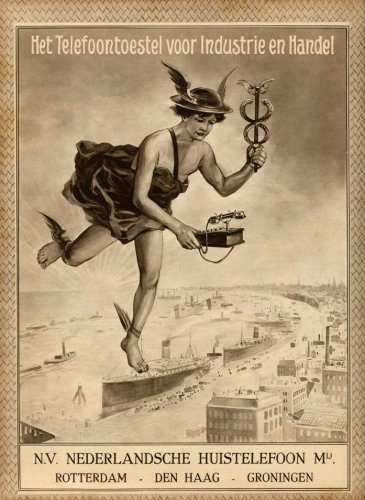
Publiciteit in het nummer van 24 december 1913
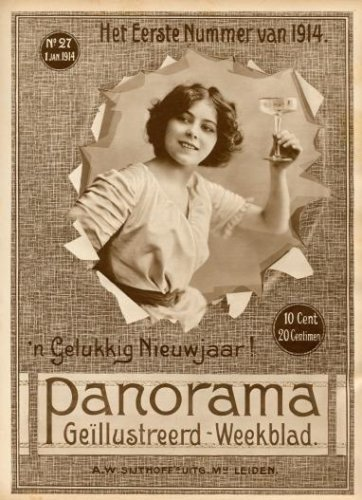
Nieuwjaarsnummer 1914
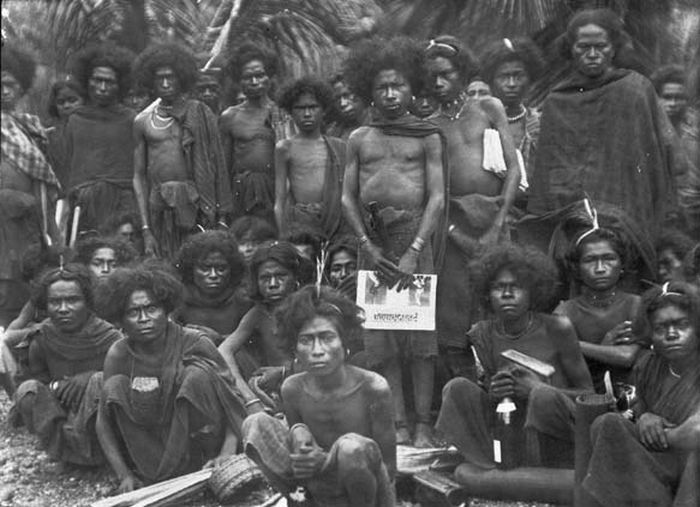
Publiciteitsfoto: inwoners van Flores met de Panorama in handen (ca. 1915)